# Hadrocryptus multimaculatus
Hadrocryptus multimaculatus är en stekelart som beskrevs av Gupta 1983. Hadrocryptus multimaculatus ingår i släktet Hadrocryptus och familjen brokparasitsteklar. Inga underarter finns listade i Catalogue of Life.